# Pozzano
Pozzano és una frazione de la comune de Castellammare di Stabia, a la ciutat metropolitana de Nàpols i té uns 250 habitants.

## Geografia física
La frazione de Pozzano s'aixeca al turó homònim a uns 50 metres sobre el nivell del mar, a la part sud de Castellammare di Stabia, al límit amb Vico Equense; és l'origen de la península sorrentina. El territori és muntanyós i després amb fort pendent cap a la mar.

## Història
La zona ja estava habitada durant l'època romana, com ho demostra el descobriment d'un altar decorat amb caps de cérvol, raïm i flors, probablement part d'un temple dedicat a la deessa Diana; a més, el nom de la frazione deriva d'una família noble romana, els Ponzia, propietaris del turó.

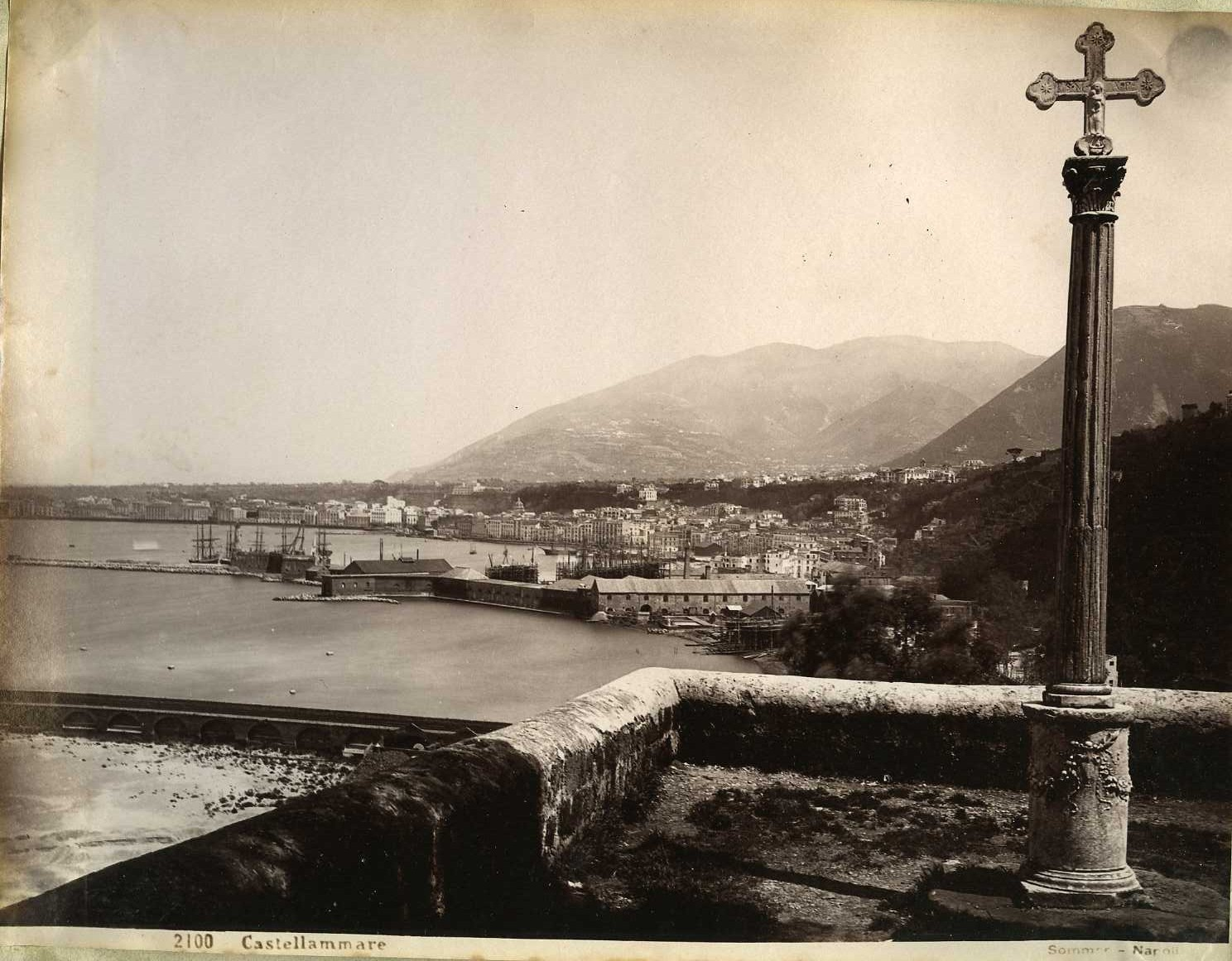
Una imatge d'època de la creu de Pozzano i una vista de Castellammare di Stabia

Arran del descobriment miraculós del quadre de la Madonna di Pozzano, cap al segle xv, es va construir un santuari, avui governat per l'Orde dels Mínims. És diu que el mateix Sant Francesc de Paula, de camí a Tours, va fer una pregària davant l'efígie de la Mare de Déu durant tres dies i tres nits. El petit poble es va desenvolupar just al voltant del santuari. La zona de Pozzano també semblava ser un punt crucial per a la defensa de la ciutat de les incursions enemigues des de la mar, gràcies al castell, ara situat als afores de la frazione i a una torre de guaita, anomenada Portocarello.
Al final de la Segona Guerra Mundial i arran de la creixent industrialització, es va construir una planta de producció de ciment prop de la torre de Portocarello; a això s'hi va afegir l'obertura de l'estació de Pozzano, al llarg del ferrocarril Torre Annunziata-Sorrento. També va ser l'època d'esplendor del turisme estabià (especialment en el balneari), i a la zona es van construir diversos complexos hotelers.
La crisi de finals de la dècada del 1970 també va colpejar la fàbrica de ciment, que va ser tancada i l'estació amb ella. Arran del terratrèmol de l'any 1980, que també va causar diversos danys a l'església, el convent dels frares va ser utilitzat per allotjar els desplaçats. A finals de la dècada del 1990, l'estructura de la fàbrica de ciment es va convertir en hotel. També es va reobrir l'estació de ferrocarril, exclusivament a l'estiu, per poder arribar a la platja de la zona.

## Llocs d'interès
La basílica santuari de Santa Maria di Pozzano, una basílica menor que es remunta al segle xv, alberga al seu interior la pintura de la Madonna di Pozzano. També està enriquida amb obres de Paolo De Matteis, Bernardino Fera i Sebastiano Conca. També té un interès considerable la sagristia, construïda sobre projecte de Luigi Vanvitelli, en la qual es conserva un crucifix de fusta del segle xvi. A l'exterior de l'església, en un petit mirador, sobre l'altar romà, hi ha una creu.
La torre de Portocarello, enderrocada per donar pas a la fàbrica de ciment, va ser una torre de vigilància contra les incursions dels pirates sarraïns, construïda per ordre de Manuel de Acevedo y Zúñiga l'any 1635 per protegir la nova carretera que unia Castellammare di Stabia amb Sorrento.
El Belvedere di Pozzano, situat al llarg de la carretera nacional 145 Sorrentina (SS 145), ofereix una vista sobre el golf de Nàpols i el Vesuvi.

## Infraestructures i transport
Pozzano està travessat per la carretera nacional 145 Sorrentina (SS 145), que connecta la sortida de l'autopista Castellammare di Stabia per l'A3, amb els municipis de la península sorrentina. Aquesta carretera nacional va ser afectada, entre 1906 i 1946, pel traçat del tramvia Castellammare di Stabia-Sorrento.
La ciutat està servida pel ferrocarril Torre Annunziata - Sorrento de la xarxa Circumvesuviana gestionada per l'Ente Autonomo Volturno (EAV); l'estació de Pozzano només està oberta a l'estiu i ofereix connexions amb Sorrento i Nàpols Porta Nolana.
El poble també està connectat amb el centre de la ciutat mitjançant un servei d'autobús urbà.